# Piedra de Eggja
La piedra de Eggja (también conocida como la piedra de Eggum o Eggjum) es una gran piedra plana con inscripciones rúnicas que tapaba una tumba que data del periodo entre el año 650 y el 700. Fue descubierta mientras se araba en 1917 en la granja Eggja en Sogn og Fjordane, Noruega. Cuando fue encontrada, la inscripción estaba en la cara inferior de la losa tapando la tumba de un hombre, de forma que no podía leerse desde el exterior (al igual que la piedra de Kylver). La piedra se encuentra actualmente en el museo de Bergen. Tiene unas 200 runas, por lo que es la inscripción más larga grabada con letras del alfabeto futhark antiguo, aunque algunas runas tienen una forma de transición hacia el futhark joven. 
Se han publicado muchos trabajos sobre esta inscripción, parcialmente conservada, pero solo algunos de ellos contienen traducciones aceptadas por la mayoría de los expertos. Se acepta generalizadamente que se trata de un texto poético y que parte de sus versos contienen invocaciones protectoras de la tumba y descripciones del rito funerario. En cambio, hay una amplia polémica respecto a la interpretación de otros varios detalles de la inscripción.
Además de las runas en la piedra hay grabada una imagen de un caballo, aunque no tiene ninguna relación con el texto.

## Inscripción
La inscripción rúnica contiene los siguientes caracteres:
| Párrafo | Inscripción | Transliteración                                                                                       |
| ------- | ----------- | --- |
| 1       | ? ? ? ?     | nissolusotuknisaksestain skorinni????maRnak danisniþ rinRniwiltiRmanRlagi?? ??????galande             |
| 2       | ? ? ?       | hinwarbnaseumaRmadeþaim kaibaibormoþahunihuwaRob kamharasahialatgotnafiskR oRf??na uimsuwimadefokl?f? |
| 3       | ? ?         | a?????surki                                                                                           |

Que se interpreta como:
| Párrafo | Nórdico antiguo | Posible traducción |
| ------- | --- | --- |
| 1       | Ni's sólu sótt ok ni saxe stæin skorinn. Ni (witi) manr, nôkðan is na wrinr, ni wiltir mænnz lægi[s].                                                       | Ni el sol buscó ni la espada (seax) cinceló la piedra. No debe el hombre llorar sobre el cuerpo desnudo, Los hombres perturbados no vendrán al sitio.                                                                                                   |
| 2       | Hin(n) varp *náséo mannR, máðe þæim kæipa í bormóþa húni. HuæaR of kam hæráss á hi á land gotna. FiskR óR f(ir)na uim suim(m)ande, fogl á f??????? galande. | Aquí roca que el hombre tiñó con el mar del cuerpo, hizo las asas de los remos en el bote que lo llevó ¿Para quién vino el halcón divino aquí a la tierra de los vivos? Como pez, nadando fuera del miedo del río, como pájaro, nuestro (?) pavoneando. |
| 3       | Alu misyrki | Alu el deshacedor |

El primer párrafo podría significar que la piedra fue preparada según la tradición: que no fuera tocada por la luz solar y cortada sin usar hierro. No debería estar descubierta durante la luna menguante y no se movería de su lugar.
En el segundo párrafo se sigue describiendo el rito funerario: alguien tiñó la piedra con sangre (metafóricamente cuerpo de mar, quizás como parte de un sacrificio para propiciar el paso del fallecido o invocar los poderes que menciona la piedra. El hæráss es el "dios de las armas" - un dios psicopompo que viene a la tierra de los vivos para llevarse al fallecido al más allá. Posiblemente se refiera al as Odín que practicaba la brujería y solía cambiar de forma. En la poesía nórdica posterior el dios cristiano asume el lugar de este kenning.
Una interpretación más prosaica (ofrecida por Ottar Grønvik) es que este párrafo describe la muerte del enterrado en un dramático accidente de barco.
El tercer párrafo es el más incierto. El significado de alu no está claro, podría ser una fórmula iconográfica o una abreviación, o ambas cosas. Las runas ansuz-laguz-uruz podrían interpretarse como una bendición o una protección contra los infieles. Podría ser una palabra traduciéndose como «cerveza» (ale). La cerveza y el aguamiel desempeñaban un papel importante en los rituales nórdicos, como sacrificio o bebida simbólica, usada en festividades y rituales públicos.

## Métrica
Se ha sugerido que el segundo párrafo seguiría la métrica galdralag. La inscripción sigue libremente el mismo patrón que los Encantamientos de Merseburg, con una división similar, pero donde en la obra de Merseburg se invoca a un acontecimiento místico y se repite un exorcismo, el compositor del verso de Eggja invoca a dos rituales, el primero enumerando dos acontecimientos deseados y en el segundo preguntando por ellos. Ambas inscripciones supondrían ejemplos supervivientes de los ljoð o galdr, versos rituales precristianos que recitaban los chamanes y los líderes de los cultos y oráculos de Escandinavia.